# 罗马：全面战争
《罗马：全面战争》（简称RTW或Rome）是一款由Creative Assembly开发的回合制即时战术游戏，游戏背景设定为公元前270年开始的罗马共和国时期。游戏发布於2004年9月22日。
游戏以全景式战场表现著称，因3D引擎性能提升，游戏最多可於一战斗场景中显示三万名以上士兵。另游戏要求玩家运用综合性策略技巧，亦赢得好评。

## 派系
在玩家首次进行单人游戏中的“帝国征战”（战役内容的主体）模式游戏时，遊戲只提供尤利乌斯（Julii）、布鲁图（Brutii）和西庇阿（Scipii）這三個羅馬家族供选择。當玩家完成「帝國征戰」模式一次(不論是「完全」模式或是「短期戰役」(Short Campaign))，遊戲將開啟其他勢力。玩家可以在帝国征战模式中选择希腊城邦、高卢、迦太基、不列颠、塞琉古帝國、帕提亚、埃及等势力进行游戏。如前作《中世纪：全面战争》一样，游戏中还有一些不能选择的文明：达西亚、馬其頓、努米底亚、西徐亚、亚美尼亚、本都和西班牙。游戏内容基本遵照历史事实，但有少数细节为照顾游戏性而做出了修改。
事实上，通过修改游戏文件，玩家可以使用任何已有派系，或者创造全新的派系进行游戏。然而，這樣可能會造成各種大小錯誤，例如使用修改出的罗马元老院势力游戏时，点击游戏界面中的“元老院”就会造成程序崩溃。当前玩家可以在帝国征战中使用的派系会出現在遊戲選單的右側。

### 羅馬人
羅馬人(Roman)派系由四個勢力組成，分別是尤利烏斯家族(The House of Julii)、布魯圖斯家族(The House of Brutii)、西庇阿家族(The House of Scipii)和羅馬元老院(S.P.Q.R.)。遊戲開始時，玩家可以选择罗马的三个家族：Julii（尤利乌斯家族），Brutii（布鲁图斯家族）和Scipii（西庇阿家族）進行遊戲。虽然不能扮演元老院，但它可以在历史战役和自訂戰役中使用。三個家族初始时彼此之间和元老院是结盟的，並不得攻擊對方。每個罗马勢力還可以在战略地图上查看其他罗马勢力的地圖資料。即使在不可避免的內戰中，罗马勢力之间也是可见的。然而，各勢力普遍獨立運作，罗马勢力之间很少會提供直接援助，除非基於元老院的命令或外敌的威脅。
三個家族都能在元老院接受任务，這是非強制性的。完成元老院任務將提高家族在人民與元老院中的地位和评价，並可能獎勵玩家難得的單位，如战象，或目前无法招募的高级兵种。玩家得到良好的信譽后，完成元老院任务將得到更大的回報。未能完成任務将降低派系在元老院中的地位，元老院可能會要求未來的任務必须完成，否則將会对玩家罚款。在極端的情況下，元老院可能向玩家宣戰，与此同时羅馬的其他派別也將很快对玩家宣战。元老院也可以請你離開盟國的領土，通常在幾年內完成。
此外，由于元老院的存在，三個家族必須密切關注其在罗马的地位。一般而言，获得更多的領土将提高家族在人民中的地位，人民喜歡一個征服者。然而，元老院會擔心一個家族获得过大的權力。有时候，元老院將要求玩家的家族領導人自殺。各家族可以接受或忽略，如果接受，家族領導人将死亡，繼承人將成為新的家族領袖，很可能幾年后元老院将重复这个要求。如果要求被忽視，羅馬各派都将陷入內戰。玩家在人民支持度够高的情况下還可以自己發起內戰（此时系统会在回合开始提醒玩家），只要攻擊另一個羅馬勢力。當玩家选择非羅馬派系游戏时，则不會發生羅馬內戰，除非遊戲文件發生了改變。
羅馬軍隊的特点是優越、良好的紀律，羅馬軍團主力是重装甲步兵，配以弓箭手、投擲標槍的步兵和輕騎兵。遊戲模擬了马略改革，其条件是玩家的起始首都城市成為等級5的巨型城市（而不是史实的公元前107年）。在改革之前，軍隊是傳統的三列阵模式(少年兵、青年兵和壯年兵)。改革後的軍隊是著名的軍團步兵，各單位的能力亦有所提升，主力步兵部队（初期羅馬軍團步兵及更高级軍團步兵单位）可以列出龜甲阵来防御弓箭射击。改革後，原有的部隊並不能再度生產及進行補充。
此外，每個羅馬勢力有不同的占领区，他們可以擴大自己的领土。每個家族都有不同的神庙，以及他們自己類型的角鬥士，可在戰場上使用。
尤利乌斯家族(The House of Julii，一開始可以使用)開始時在意大利半島北部，佔有兩個行省，将直接面对高盧人，及在高盧之後的不列顛、日耳曼等蠻族。尤利烏斯家族可以興建刻瑞斯(Ceres)、巴克科斯(Bacchus)和朱庇特(Jupiter)的神殿及訓練萨莫奈(Samnite)角鬥士。
布鲁图斯家族(The House of Brutii，一開始可以使用)開始占有意大利半岛南部的兩个行省，他們通常會側重於进攻东方的希臘各派地區。雖然如此，如果布鲁图斯家族能够顺利征服希腊，他們可以深入东方挑戰埃及、本都和帕提亚。布魯圖斯家族可以興建朱諾(Juno)、墨丘利(Mercury)和瑪爾斯(Mars)的神殿及訓練维赖特(Velite)角鬥士。
西庇阿家族(The House of Scipii，一開始可以使用)開始在西西里島东北及意大利半島中部各佔有一個行省，主要是面对迦太基，努米底亞和埃及。西庇阿家族可以興建武爾坎努斯(Vulcan)、薩圖爾努斯(Saturn)和尼普頓(Neptune)的神殿及訓練米尔麦罗(Mirmillo)角鬥士，其寺庙升級最終可以獲得特殊的船舶，如Corvi quinqueremes和Deceres。
羅馬元老院(S.P.Q.R.，非玩家)開始時只佔有羅馬城，並擁有一支在經驗和裝備都十分優良的軍隊。在遊戲過程中，元老院並不會有重大行動，不會主動進行外交或擴大領土。元老院擁有萨莫奈(Samnite)角鬥士。不論玩家選擇任何勢力，消滅羅馬元老院勢力及佔領羅馬城都是勝利條件。
如果玩家修改文件解锁并使用元老院派系，将会带来不同的体验。此时如果玩家在游戏中试图进入元老院选项，游戏程序会崩溃。另一個需要注意的一點是元老院控制的地区將永遠不會有反抗，不管其治安多低。元老院派別的胜利条件是所有派別灭亡，其中包括叛军，這使得用元老院完成游戏的难度顯著高於其他派別。

### 蠻族
蠻族(Barbarian)派系由不同的勢力組成，各勢力有不同的優缺點。與其他「文明」派系相比，控制的據點最多只能升级到等級三的城市水平，而不是文明派系等級五的巨型城市。他們不能建立石牆，公路建設也無法升級，这影響他們军队的机动性。他們的技術有限，軍隊的部隊選擇亦有限。但相對的是由於建築選擇簡單，因此他們往往研究更高級單位的速度比其他派系要快。蠻族派系與文明派系相比，蠻族軍隊缺乏紀律，依靠的是蠻力和士氣的優越性，步兵單位能通過使用能力「戰嚎(Warcry)」短暫提升戰鬥力，而高級的步兵單位的戰鬥力仍然足以和羅馬軍團的步兵單位匹敵。
高盧（Gaul，可解開）開始時據有一片廣大的區域，據站分佈在現代法國地區、意大利北部和西班牙中部。高盧的主要戰力是步兵戰士，並有騎兵和弓箭手作為輔助，除了德魯伊和獵人外沒有其他特殊單位，使高盧成為一個相當基本的蠻族。
不列顛（Britannia，可解開）開始時控制整個大不列顛島及在諾曼第海岸上的一個據點。不列顛的主要戰力是各種步兵單位，但缺少弓箭手及騎兵。特殊單位包括以弓箭為武器的輕戰車和對敵方步兵進行衝擊的重戰車單位、擁有錯綜複雜彩繪的靛青戰士、投擲塗上生石灰的人頭使敵人士氣低落的擲頭兵及德魯伊。
日耳曼（Germania，可解開）開始時控制今天的荷蘭和德國。日耳曼軍隊包括強大，但不守紀律的步兵，包括唯一能夠組織方陣的蠻族單位，強大的哥特騎兵，以及雙手斧兵。日耳曼人還可以訓練強大的狂戰士。
西班牙（Spain，系統修改后可用）開始在伊比利亞半島，控制所有的現代西班牙和葡萄牙，除了中部和南部地區，這是由高盧和迦太基分別控制的。他們是迦太基與蠻族派系要素結合起來的文化。他們的單位包括堅實的步兵單位，如在拔刀之前投擲標槍的單位，一種後來通過羅馬人發揚光大的戰法。西班牙也有一些其他類似迦太基的單位，但他們相對來說騎兵的種類較少。
达西亚（Dacia，系統修改后可用）主要依靠重型步兵，尤其是早期便可在遊戲中訓練，使用帶柄鐮刀的达西亚长刀兵作战，同时也拥有少量骑兵。蛮族派系中只有达西亚和西徐亚能建造弩炮及投石車等攻城武器。达西亚的初始势力范围位於東歐，约在現代羅馬尼亞的位置。
西徐亚（Scythia，系統修改后可用）军队絕大部分是以弓騎兵組成。從歷史上看，西徐亚在遊戲的開始是一個小部落，與薩爾馬提亞人基本上共存於了草原。但是，薩爾馬提亞人是以重騎兵僱傭軍的形式出現。西徐亚控制了東歐廣泛的領土，大致相當於現代的烏克蘭和周邊地區。

### 希臘人
希臘人(Greek)派系中，各勢力都位於或靠近地中海東部地區，主要是巴爾幹半島和安納托利亞周圍以及現代土耳其境内。希臘軍隊的核心往往是極其強大的长枪步兵，利用這些優勢形成方陣，輔以其他形式的步兵、騎兵和弓箭手。
希臘城邦（The Greek Cities，可解開）開始時控制的領土相當分散。他們在希臘本土擁有兩個城市（不包括雅典，這實際上是由叛軍控制），一個在意大利西西里島，一個在小亞細亞，最後一個在羅德島。其軍隊主力為希臘重裝步兵(Hoplites)（攜有大盾與長槍之步兵），配以標槍兵和弓箭手作為輔助，騎兵方面只擁有輕騎兵。希臘城邦在城市斯巴達建成等級4的軍營後，就可以召募只能在斯巴達訓練出來的斯巴達重步兵，雖然價錢昂貴，但在遊戲中是最好的部隊之一。從歷史上看，他們的部隊從嬰兒培訓到成為士兵，他們總是至死方休。但是，他們移動緩慢，需要良久才能完成其最強大部隊的部署，这使得他们面对远程部队攻击时很难还击。希臘城邦軍隊的主要戰術是以步兵方陣向敵人進行正面攻擊，再以左右兩翼步兵對敵人進行包抄。步兵方陣的弱點是行動緩慢，轉向速度亦慢，雖然對來自前方的攻擊及騎兵衝鋒有出色的表現，但重騎兵對方陣側方和後方的衝擊可以令方陣完全潰散。希臘城邦的主要敵人是馬其頓和色雷斯，其次是渡海而來的羅馬人。希臘城邦可以興建雅典娜(Athena)、阿芙羅黛蒂(Aphrodite)、赫密斯(Hermes)和尼刻(Nike)的神殿。
馬其頓（Macedon，系統修改后可用）的軍隊主力是組成馬其頓方陣的長矛兵及各種輕、重裝騎兵，包括原先由亞歷山大大帝編成的夥伴騎兵(Hetairoi)。馬其頓開始的領土在愛琴海的北部和東部海岸。他們通常會攻擊色雷斯和希臘城邦，之後是達西亞和最後遭遇的羅馬人。
塞琉古帝國（The Seleucid Empire，可解開）是由亞歷山大大帝手下將領統治的國家，軍隊主力和馬其頓相似，同樣以能組成馬其頓方陣的長矛兵為軍隊主力，同時，它的軍隊也包含不同派系特色的部隊，如類似埃及戰車的鐮刀戰車、迦太基的戰象、東方人派系風格的重騎兵（cataphracts），羅馬人派系風格的軍團步兵，和亞歷山大軍隊中的夥伴騎兵及銀盾兵，使它在遊戲中擁有最多樣化的部隊選擇。塞琉古帝國可以興建赫淮斯托斯(Hephaestus)、狄俄尼索斯(Dionysus)和阿斯克勒庇俄斯(Asklepios)的神殿。塞琉古帝國的的領土從愛琴海沿岸延伸到中東。然而，塞琉古是夾在幾個強敵：埃及、本都、希腊、帕提亚和亞美尼亞之间，必須支撐到較後期才得以擁有其強大的晚期單位。在由电脑控制时，塞琉古帝国经常在遭到玩家势力攻击之前就灭亡了。
色雷斯（Thrace，系統修改后可用）是一個希臘化派系，有希臘的長槍兵，希臘騎兵和野蠻的巴塔那重步兵，色雷斯重步兵。他們開始在現代保加利亞和羅馬尼亞，沿著黑海西岸。與希臘人和蛮族类似，色雷斯沒有什麼騎兵，主要兵種是組成馬其頓方陣的長矛兵。

### 埃及人
埃及人(Egyptian)是一個相當強大的派系，通常在人工智能的控制之下擁有地圖東南部地區的主導地位。他們的主要敵人是帕提亞、塞琉古帝國、亞美尼亞和努米底亞。羅馬是埃及長期的最大潛在威脅，反之亦然。
埃及（Egypt，可解開）的部隊由於沙漠的炎熱氣候關係，往往僅有輕型裝甲。雖然歷史上的埃及軍隊應該和馬其頓十分類似（主要是方陣兵與輕騎兵），而遊戲中的埃及軍隊主要由斧兵(Axeman)、弓箭手、手持長矛的方陣兵、戰車和沙漠騎兵組成。在遊戲中，埃及開始時占有今天的埃及、以色列、黎巴嫩和塞浦路斯岛。埃及能興建艾西斯(Isis)、歐西里斯(Osiris)、伊姆賀特普(Imhotep)、賽特(Set)及荷魯斯(Horus)的神殿。在人工智能的控制下，埃及通常會摧毀塞琉古帝國，成為地區的主導力量。在短期戰役中，埃及很多時是最先達成勝利條件的勢力。到遊戲尾聲之前，它很少遭遇羅馬派別。

### 迦太基人
迦太基人(Carthaginian)派系由迦太基及努米底亞組成，勢力主要分佈在非洲北部。迦太基派系步兵力量通常很薄弱，当面对罗马的军队時，這是一個重大的缺點，因為羅馬軍團能摧毀大多數形式的步兵，而需靠大象和騎兵支持迦太基取得勝利。
迦太基（Carthage，可解開）有各種單位，其中包括能列出方陣的長矛兵、高水準的騎兵和強大的战象部队，但缺乏弓箭手是明顯的弱點。他們的步兵無法達到等同於羅馬軍團的水準。他們開始時在現代突尼斯和周圍地區，並有殖民地在西班牙南部，西西里島和薩丁島。迦太基是一個非常富有的派系，通常可以負擔得起聘用僱傭軍以加強軍隊建設的費用。然而，如果在人工智能的控制之下，迦太基很少獲得大片領土，並通常是被羅馬摧毀，有時是被努米底亞消滅。
努米底亞（Numidia，系統修改后可用）有輕型的游擊部隊，以及一些輕矛武裝的步兵。許多努米底亞單位在沙漠中戰鬥時佔有優勢。然而它可以仿製出自己版本的羅馬軍團。努米底亞開始擁有北非除了埃及和迦太基的土地。努米底亚在AI控制的派系中是较弱小者。

### 東方人
東方人(Eastern)各派代表排除由亞歷山大大帝的繼任者（Diadochi）治理的大國。他們的軍隊往往嚴重依賴於高品質的騎兵，有證據表明亞歷山大大帝近來对這些地區的征服（發生在大約50年前）带来了一些希臘的影響。
帕提亞（Parthia，可解開）军队的主力是骑兵，如波斯騎兵和弓骑兵。雖然它的騎兵非常強大，但它的步兵幾乎毫无战斗力，使攻城變得困難。從歷史上看，帕提亞居住的地區在中东和中亞地區的裡海附近。在遊戲中，他們仍然這樣做，而且還擁有海域以北的一片亞洲領土。然而，它們的邊界很少擴大，因此不斷受到埃及、亞美尼亞、塞琉古帝國和本都的襲擊。具有諷刺意味的是，介紹影片中的帕提亞強調其潛在的財富，但頭幾個回合中他們的財政就會遭遇困難。
亞美尼亞（Armenia，系統修改后可用），同帕提亞，主要著重於騎兵。亞美尼亞是唯一有裝甲弓騎兵（cataphract archer）和東方重步兵的派系，後者可媲美馬其頓方陣。他們也有自己的羅馬軍團。亞美尼亞的領土位於今天的亞美尼亞、格魯吉亞和土耳其東部的山區。
本都（Pontus，系統修改后可用）是希臘與東方融合的派系，擁有希臘的姓名並崇拜希臘諸神。部隊包括快速移動，攜帶標槍的騎兵以及方陣軍隊和戰車。在遊戲中，本都開始在小亞細亞的北部和東部，與歷史上希臘的殖民地接壤。

### 叛軍
叛軍(Rebel，系統修改后可用)是一個獨特的派系。叛軍可以根據它們在地圖上的行為大略分為三型，：土匪和海盜；逃兵和奴隸；及獨立王國和反叛的城市。
土匪和海盜會以多種方法攻擊派系和搶劫金錢。強盜將坐鎮道路上，阻礙貿易和埋伏行經的軍隊。海盜將試圖切斷海上貿易路線和封鎖港口。如果允許他們自由地漫遊，土匪和海盜將會坐大，並可能會威脅到地圖上活動的軍隊或重要將領。
逃兵和奴隸由以前所屬勢力的逃亡士兵組成。它們往往隱藏在農村，通常不為錢搶各派系，雖然這不是一個定則。解放的奴隸通常包括大量的農民單位，以及一些基本的準軍事戰鬥單位，如角鬥士及城鎮守衛。逃兵往往更加危險並有良好的組織和許多專業的軍事單位，不迅速消滅他們將會形成威脅。逃兵通常是由一名普通的隊長帶領，但有時會由一名將軍帶領。這種情況下，逃兵軍隊會比那些缺乏這種領導人的部隊更強大及危險，在较高难度游戏中甚至可能会尝试攻占城市。
獨立國家和反叛城市皆歸屬於叛軍，唯一的區別是他們的原國籍和他們的軍事能力。獨立王國是獨立的小國，自遊戲開始，非派系城市會獨立存在。他們通常有一些非常基本的軍事單位像希臘民兵(Millitia Hoplites)或城市守衛，但如果不加以征服，他們可能會成長並發展成一個更強而有力的軍事力量。獨立王國的例子有：希臘的雅典(與其他城邦的領導－斯巴達不合)，拜占庭（當時由蛮族統治）和在希伯尼亞的塔拉（愛爾蘭） 。另一方面，叛軍城市是曾經由一個派別管理，但發生暴亂，脫離了原所屬派系。部隊的數量和質量是取決於城鎮規模和建築物的水平而產生的。例如，一個大型城市產生的叛亂部隊的質量會高於城鎮或大城鎮產生的叛軍。叛军的部队类型会根据玩家已经遭遇过的部队类型而变化。
亞馬遜叛軍的城镇坐落在西米斯凯拉地区，该地区位於現代的俄羅斯境内，斯堪的納維亞半島附近；在遊戲中位於難以到達的遙遠北方，周圍由密林環繞，只在地圖的北部邊緣处有一個隐蔽的空隙。他們有自己強大而獨特的單位，包括亞馬遜戰車和稱為「Yubtseb」的巨大戰象（倒著讀成"Best Buy"－百思買）。
角鬥士起義可能會出現在任何建有競技場的城市。角鬥士起義的軍隊主要由角鬥士組成，明顯比標準的叛軍更難對付。歷史上一個角鬥士起義的著名例子是斯巴達克斯領導的叛變。
犹太狂热分子可能在玩家推进到耶路撒冷附近后爆发的任何起義中出現。他們是全能的步兵，士氣高昂，再加上耶路撒冷往往是一個大城，使得他們會產生相當數量的部隊，如果沒有強大的軍隊在附近，鎮壓起義是非常困難的。
希洛特起義是一群企圖推翻斯巴達的叛亂奴隸，通常士氣高昂。

## 历史战役
游戏还提供了十个历史上发生的战役，通常让玩家扮演失败的一方，以体验力挽狂澜的乐趣。
| 历史战役         | 年代    | 玩家可选的国家（指挥官）         | 不可选的国家（指挥官）     | 历史上的胜者 |
| ---------------- | ------- | -------------------------------- | -------------------------- | ------------ |
| 阿斯琴伦战役     | 前279年 | 罗马(帕布留斯·穆斯)              | 伊庇鲁斯(皮洛士)           | 伊庇鲁斯     |
| 卡莱战役         | 前53年  | 罗马(克拉苏)                     | 帕提亚(苏雷纳)             | 帕提亚       |
| 特拉西梅诺战役   | 前217年 | 罗马(盖乌斯·弗拉米尼)            | 迦太基(汉尼拔)             | 迦太基       |
| 特拉比亚河战役   | 前218年 | 迦太基(汉尼拔)                   | 罗马(塞姆普羅紐斯·朗戈斯)  | 迦太基       |
| 西诺塞拉法战役   | 前197年 | 罗马(提圖斯·昆克蒂烏斯·弗拉米寧) | 马其顿(腓力五世)           | 罗马         |
| 条顿堡森林战役   | 9年     | 罗马(瓦鲁斯)                     | 日耳曼(阿尔米尼乌斯)       | 日耳曼       |
| 斯巴达围城战     | 前272年 | 伊庇鲁斯(皮洛士)                 | 斯巴达(阿瑞斯一世)         | 斯巴达       |
| 拉菲亚战役       | 前217年 | 塞琉古帝国(安条克三世)           | 埃及托勒密王朝(托勒密四世) | 埃及         |
| 日尔戈维亚围城战 | 前52年  | 罗马(凯撒)                       | 高卢(维钦托利)             | 高卢         |
| 泰拉蒙战役       | 前225年 | 高卢                             | 罗马                       | 罗马         |

## 家庭
各派系擁有一系列的家庭成員組成的，包括該派系的領導人，他的配偶，子女，包括派系繼承人，任何他們的配偶，以及任何子孫。玩家只能控制男性的家庭成員，一旦他們16歲成年時，他們會成為「正式」的家庭成員。他們可以駐紮在一個城市成為總督，或在世界地圖上指揮軍隊，招募僱傭軍和/或建造瞭望塔和堡壘。男性家庭成員的数量可以通过下列方法增加： 
出生，但必須等到这名成员年满16岁才能正式在游戏中出现。
入贅的女婿或收养的义子。 
如果在一名隊長的帶領下打了精彩的勝仗，他將可以透過儀式成為義子。嫁出女儿可以带来女婿。婚姻或領養的角色常常有出色的能力。
行賄。當外交官提供一大筆金錢時，有些將軍可能會背叛他們的派系，即使是家族成員亦同。不幸的是，賄賂來的將領忠誠往往弱於正常的家庭成員，這意味著他可以更容易地被其他派別賄賂。 
特别的，男性家庭成員的数量到达玩家当前控制地区的数量后就不会再增加。
相反的，男性家庭成員可能會因為下列原因而損失： 
- 接受賄賂（派系的領導人或繼承人無法賄賂）
- 自然死亡
- 被暗殺
- 自然災害
- 瘟疫中病死
- 战死
- 暴動時被殺
- 在海上死亡（如果艦隊被擊沉，所有在船上的軍事單位和家庭成員都會死亡）

在沒有將軍指揮軍隊時，隊長會自動擔任指揮官。海軍也有類似功能的船長，但不同於隊長的是他們可以得到技能。 
如果行賄時敵人部隊是由隊長指揮，则只有同一類型的派別的部隊會留下（例如， Julii外交官賄賂Brutii的部隊會全部留下）。但不列顛外交官賄賂高盧的軍隊時則會解散。 
家庭成員會有自己的個性和隨從，他們獲得的個性及隨從取決於他們在戰鬥中的行動或如何管理城市。這些行动會對他們的指揮能力，經濟管理和影響力有正面或負面的影響，這又影響在戰場上及他們管轄領地的運作情況。其中的一些性狀是遺傳的，會由子女繼承（如狂犬病）。家庭成員還可以得到隨從的能力，這些隨從人數最多達8個。當他們在同一軍隊或城市中時，隨從可以在家庭成員間轉移。

## 特殊人物

### 事务官
遊戲中有三種事務官，分別是間諜、外交官和刺客。他們可以進入任何勢力的地區而不會像軍隊一樣被視為侵略行為。事務官可以進駐城中、登上一支海軍艦隊進行轉移，或是跟隨一支軍隊行動，直到他們主動離開為止。和家庭成員一樣，事務官有可能獲得隨從，及通過成功的行動而得到新的技能。事務官的隨從和家庭成員的一樣可以互相交換，但只限於和同類型的事務官之間進行。
當一個城市建成了一個等級2的貿易建築(通常是「市場(Market)」)後就可以招募間諜。間諜的功用是收集情報，在地圖上接近軍隊及城市時能收集到組成部隊及都市建築的簡單情報，在潛入軍隊或城市時，可以確定軍隊指揮官的能力、都市建築物和駐防部隊的情報。被間諜成功潛入的城市在受到軍隊攻擊時，會有機會在進攻時打開城門讓軍隊進入。間諜擁有較高的技能水平，成功打開城門的概率較高。多名間諜可以同時潛入敵方城市，從而提高他們的成功打開了城門的機會。間諜可以有多種方式被殺死，如在潛入軍隊或城市時被發現而被殺死，在已經潛入的城市中被發現而逃跑失敗被殺，或者被刺客行刺殺死。當間諜留在己方的城市中時，他們可以作一個反間諜的作用，幫助探測敵方間諜。間諜可以用作生物戰的形式，通過派遣感染了鼠疫的間諜到敵人的城市，傳播鼠疫進入城市。
當一個城市建成了等級2的政府建築時就可以招募外交官。外交官能與其他勢力的軍隊、城市或外交官進行交涉，並作出條約，提供貿易權利、地圖信息、聯盟、和平協議等，他們亦可以要求其他勢力提供協助。外交官亦可以行賄對手軍隊，城市或外交官，但不能和間諜或刺客交涉。 
當一個城市建成了一個等級3的貿易建築後就可以招募刺客。刺客可以暗殺敵方人物和破壞敵人的城市建築物。他們可以因為潛入一個城市失敗或行刺目標失敗而被殺死。特別的是，刺客也可以刺殺潛入敵國城市的我方間諜。

### 僱傭軍
當一支由家族成員所帶領的軍隊並非駐留在都市中，而軍隊的部隊數量未滿時，可以招募僱傭軍。僱傭軍已受過訓練，並且可以立即付諸使用。不同地區可以招募不同數量及種類的僱傭軍，部份只能在特定文化圈中招募，例如萨莫奈佣兵只能在意大利中南部省份招募，而努米底亚僱傭軍只能在北非僱用。僱傭軍可以同時大量招募，它們通常適合於當地地形作戰。招募僱傭軍有多個好處，如加強軍隊的實力，彌補部隊組合的缺點，保持續戰能力，或協助防禦和維持都市治安。僱傭軍無法在城內招募，但能帶進城內，和一般部隊一樣能透過城內建築提升武器及防具等級，並在戰鬥中提升經驗。雖然僱傭軍用途眾多，又能靈活調度，但他們也有缺點。僱傭兵不能重新整編，使他們的人員損失無法得到補充，除非合併。僱傭軍的招募成本高昂，又要付出昂貴的維持費用，不適合長期使用。如果部隊實力充足，可以將他們解散以減輕財政負擔。如果一個家族成員經常僱用僱傭軍，他有機會獲得相關技能或隨從而增加招募效率。

## 音樂
遊戲配樂由范甘迪戴克創作，他獲得了英國電影電視藝術學院（英國電影學院）互動獎提名他的工作。他的妻子安吉拉範戴克功能在一些歌唱;安吉拉還寫了歌詞的歌曲Divinitus ，歌詞是在拉丁美洲。遊戲的最顯著的合作，傑夫和Angela是永遠，而這同時遊戲的學分滾動。永遠本來是遊戲的主菜單中的歌曲。

## 評論和獎項
羅馬：全面戰爭一直備受許多評論家的欢迎，并被普遍認為是一個最佳策略遊戲， 2004年，贏得了無數的獎項和高分，无论在遊戲網站和雜誌上都是如此。《罗马：全面战争》获得了不少荣誉，被评为2004年最佳即时战略游戏。審查匯集遊戲排名顯示，平均91.7 ％來自65個主要評論家評語， 48評語中的90 ％第[ 4 ] 
- PC Gamer (UK)：95% （PC游戏空前的高分）
- IGN：编辑推荐奖，IGN史上排名第四的优秀游戏[2]
- PC Gamer (US)：编辑推荐，2004年最佳策略游戏
- GameSpot：编辑推荐，2004年最佳策略游戏
- Adrenaline Vault: Seal of Excellence
- GameSpy：编辑推荐
- E32003年游戏评论家奖：最佳策略游戏
- X-Play: 5/5
- PC Powerplay: 95%

## 演示
演示遊戲發布於2004年8月23日，並提供免費下載。它設有一個遊戲戰役Trebia ，玩家於遊戲中扮演將軍漢尼拔。

## 資料片

### 《羅馬全面戰爭：蠻族入侵》
蠻族入侵是《羅馬：全面戰爭》首部資料片，以東、西羅馬帝國時期作為背景。本作新增了多個元素，如將軍的忠誠度、宗教、部落和遊牧民族，並取消了特殊地位派系。该作中，玩家甚至可以选择进行夜战。蛮族派系兵种大多高攻低防，而罗马派系正好相反，且维持费高。此作中，西罗马派系尤为困难，玩家慎之。

### 《羅馬全面戰爭：亞歷山大》
羅馬全面戰爭的第二部資料片，以亞歷山大東征為背景。该作中，玩家将会以亚历山大为第一视角，展开横跨亚非欧三大洲的征服，除却一些蛮族外，主要的对手就是波斯帝国。

## 修改
羅馬：全面戰爭是一款可以让玩家轻松修改内容的游戏，因为他的单位和国家都包括在一个可编辑的文本文档里。 许多玩家的自编MOD都能够轻松在网上找到。其中一些人改變游戏的單位属性和遊戲的贴图，使之更加切合實際。另外還有修改遊戲的中心，包括不同的時間和地點等。
这些可轻松编辑的属性设置使罗马：全面战争这款游戏成为一款非常有潜力和人气的RTS电脑游戏。

## MOD
本游戏的设计恰巧弥补了以前即时战略游戏对中国古代背景的不适，三国MOD和秦朝MOD都由玩家开发出来。
目前该款游戏最经典的MOD有：

Europa Barbarorum     欧洲蛮族
 
Roma Surrectum        罗马崛起

Rome: Total Realism   罗马真实

SPQR Total War        元老院